# أوسكار بوند
أوسكار بوند هو طبال سويدي، ولد في 24 يناير 1979 في السويد.